# Arvid Thörn
Arvid Thörn (Grängesberg, 1911. február 13. – Stockholm, 1986. december 2.) svéd válogatott labdarúgó.
A svéd válogatott tagjaként részt vett az 1934-es világbajnokságon.